# 宮田敬介
宮田敬介（みやた けいすけ、1980年10月8日 - ）は、日本中央競馬会 (JRA) ・美浦トレーニングセンターに所属している調教師。

## 来歴
茨城県日立市生まれ。
父が熱心な競馬ファンで、幼少期から競馬が好きだった。
麻布大学の獣医学部動物応用化学科に進学し、馬術部に入部。大学3年生の夏休み、ノーザンファームに研修に行ったことが縁となり、大学卒業後の2003年、ノーザンファームで働くことになる。そこで2年を過ごした後、競馬学校の厩務員課程を受験し、2度目の試験で合格。
2006年、栗田博憲厩舎で働き始める。
2009年、田島俊明厩舎に移籍。
2014年、調教助手として国枝栄厩舎に移籍。
調教師試験に7度目の挑戦で合格し、その1年半後の2020年に独立。
2020年3月7日に管理馬が初出走、ナバーラで9着。同年4月5日にダンシングプリンスで初勝利を挙げる。
2021年12月12日にダンシングプリンスがカペラステークス（GIII）を勝利し、重賞初勝利。翌年の11月3日に同馬がJBCスプリントを制覇しGI初勝利を成し遂げる。

## 調教師成績
|               | 日付           | 競馬場・開催   | 競走名           | 馬名               | 頭数 | 人気 | 着順 |
| ------------- | -------------- | -------------- | ---------------- | ------------------ | ---- | ---- | ---- |
| 初出走        | 2020年3月7日   | 2回中山3日4R   | 3歳新馬          | ナバーラ           | 12頭 | 1    | 9着  |
| 初勝利        | 2020年4月5日   | 3回中山4日6R   | 4歳以上1勝クラス | ダンシングプリンス | 15頭 | 1    | 1着  |
| 重賞初出走    | 2020年7月18日  | 2回函館5日11R  | 函館2歳S         | ディープエコロジー | 15頭 | 13   | 10着 |
| 重賞初勝利    | 2021年12月12日 | 5回中山4日11R  | カペラS          | ダンシングプリンス | 16頭 | 3    | 1着  |
| GI初出走      | 2021年5月30日  | 2回東京12日11R | 東京優駿         | グレートマジシャン | 17頭 | 3    | 4着  |
| GI/JpnI初勝利 | 2022年11月3日  | 10回盛岡3日11R | JBCスプリント    | ダンシングプリンス | 14頭 | 3    | 1着  |
| 中央GI初勝利  | 2023年11月12日 | 3回京都4日11R  | エリザベス女王杯 | ブレイディヴェーグ | 15頭 | 1    | 1着  |

### おもな管理馬
※括弧内は当該馬の優勝重賞競走、太字はGI級競走。
- ダンシングプリンス（2021年カペラステークス、2022年リヤドダートスプリント、北海道スプリントカップ、JBCスプリント）
- グラティアス（2021年京成杯）
- インダストリア（2023年ダービー卿チャレンジトロフィー）
- ブレイディヴェーグ（2023年エリザベス女王杯、2024年府中牝馬ステークス）[5]
- エピファニー（2024年小倉大賞典）
- アマンテビアンコ (2024年羽田盃)[6]
- アドマイヤマツリ（2025年福島牝馬ステークス）
- グレートマジシャン